# (15406) Bleibtreu
(15406) Bleibtreu est un astéroïde de la ceinture principale.

## Description
(15406) Bleibtreu est un astéroïde de la ceinture principale. Il fut découvert le 23 novembre 1997 à Kitt Peak par le projet Spacewatch. Il présente une orbite caractérisée par un demi-grand axe de 2,74 UA, une excentricité de 0,02 et une inclinaison de 5,0° par rapport à l'écliptique.